# Eugeria
Eugeria is een voormalig verzorgingshuis in de stad Groningen. Het pand, dat werd gebouwd in 1929-1930, is een gemeentelijk monument.

## Beschrijving

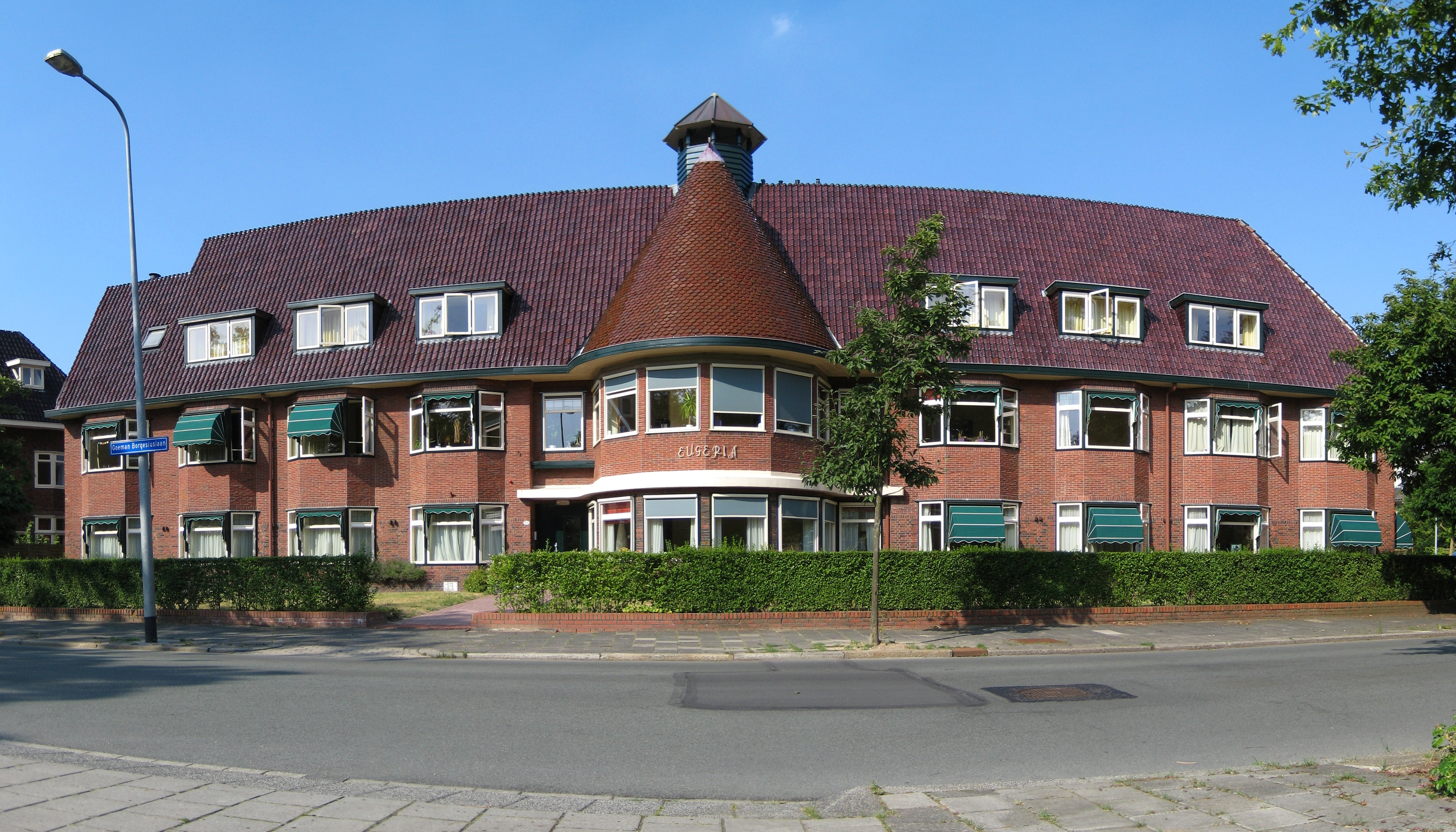
Eugeria in 2010

Eugeria staat aan de oostkant van de Goeman Borgesiuslaan in de zuidelijke wijk Helpman. Het gebouw werd in opdracht van de Vereeniging Het Groningsch Tehuis Pro Senectute ontworpen door de Groninger architect M.G. Eelkema (1883-1930). Omdat Eelkema tijdens de bouw van het pand ernstig ziek werd en ten slotte zou komen te overlijden, trad zijn collega H.B. Bulder (1899-1955) op als toeziend architect.
Het gebouw is een Interbellumstijl vormgegeven pand, dat grotendeels is opgetrokken in rode klinkers. Het bestaat uit een langwerpig en in essentie E-vormig hoofdgebouw van twee bouwlagen met daarboven een hoge kapverdieping onder een schilddak. Op de nok van het dak staat een achtzijdige dakruiter. In het midden van het pand bevindt zich aan de voorzijde een halfronde uitbouw, gedekt door een met keramische leistenen belegd kegelvormig dak. Aan weerszijden van deze uitbouw, waarvan de beganegrond als conversatiezaal was bedoeld, bevinden zich op de beide onderste bouwlagen tweemaal vier woonkamers, die elk zijn voorzien van driezijdige erkers. Deze kamers komen uit op lange gangen, die over de gehele breedte aan de achterzijde van het gebouw lopen en die in het midden verbonden zijn met het centrale trappenhuis. In een daarachter gelegen rechthoekige aanbouw werden op de beganegrond centrale voorzieningen als de eetzaal en de keuken en op de verdieping een mangelkamer en kamers voor de directie ondergebracht. Aan de oostzijde van het pand is aan de achterkant een twee verdiepingen tellende aanbouw onder plat dak geplaatst, waarin zich op beide bouwlagen nog twee van erkers voorziene woonkamers bevinden.
Eugeria werd in februari 1931 geopend. Sindsdien is het pand verschillende keren van bestemming gewijzigd en verbouwd. In 1935 werd een door Bulder ontworpen tuinhuisje toegevoegd. Ook ontwierp hij een toegangshek, dat later weer is verwijderd. Aan de achterzijde werd Eugeria in 1970 uitgebreid met eenlaagse aanbouwen onder plat dak. In 1986 werd het pand in gebruik genomen door het Luzac College, wat tot enkele inwendige verbouwingen leidde. Daarna was enige jaren een asielzoekerscentrum in het gebouw gevestigd. Sinds 2006 dient het pand als tijdelijke verblijfsvoorziening voor ex-psychiatrische patiënten van de GGZ. Daartoe werd de conversatiezaal met een tussenwand in tweeën gedeeld en zijn enkele kamers doorgebroken.
Het pand is aangewezen als gemeentelijk monument, onder meer vanwege zijn stedenbouwkundige en architectuurhistorische waarden en omdat het "een van de belangrijkste werken in het oeuvre van de architect en een van de markantste gebouwen uit het Interbellum in de wijk Helpman" is.